# Cottonwood (Alabama)
Pour les articles homonymes, voir Cottonwood.
Cottonwood est une municipalité américaine située dans le comté de Houston en Alabama.
Selon le recensement de 2010, sa population est de 1 289 habitants. La municipalité s'étend sur 5,80 milles carrés (15,02 km2).

## Démographie
| 1910 | 1920 | 1930 | 1940 | 1950 | 1960 | 1970  | 1980  |
| ---- | ---- | ---- | ---- | ---- | ---- | ----- | ----- |
| 352  | 293  | 410  | 600  | 864  | 953  | 1 149 | 1 352 |

| 1990  | 2000  | 2010  | - | - | - | - | - |
| ----- | ----- | ----- | - | - | - | - | - |
| 1 385 | 1 170 | 1 289 | - | - | - | - | - |